# セブン＝フォートレスRPG
セブン＝フォートレスRPGは菊池たけしが製作したヒロイックファンタジーテーブルトークRPG（TRPG）。1996年にホビージャパン社よりボックス版にて発売された。セブン＝フォートレスシリーズの第一弾である。
この項目では1999年に発売された復刻版である『セブン＝フォートレス クラシック』についても合わせて解説する。

## 概要
1991年にRPGマガジンで連載されたリプレイ『アルセイルの氷砦』が人気を博したことから、このリプレイで使われていた菊池たけし自作のオリジナルシステムを商品化しようという企画がホビージャパンで動き出した。こうして作られたのがこの『セブン＝フォートレスRPG』である。
ゲーム全体を貫いているコンセプトは「燃えるバトル」の表現であり、とにかく戦闘（バトル）に特化したゲームとなっている。それも剣の一撃が大地を削り、魔法の一発が山をも砕くような少年漫画的なパワーインフレバトルの再現を基本としている。そのためゲーム中で扱われる数値（能力値やダメージなど）の幅が異常に大きいのが特徴である。パワーインフレバトルのコンセプトはセブン＝フォートレスシリーズにはどれも共通するものであるが、この『セブン＝フォートレスRPG』は後発のシリーズと比べても、この部分へのこだわりが群を抜いている。
また、発売までに連載された二つのリプレイ『アルセイルの氷砦』と『フォーチューンの海砦』に出てきたようなユーモア溢れるキャラクターを誰でも作れるようにすることも念頭にデザインされており、「ギャグ調のキャラクター」が作られやすくなっているのも特徴である。

## システム
セブン＝フォートレスシリーズに共通する基本的なゲームシステムについては、セブン＝フォートレス#システムの節を参照。ここでは『セブン＝フォートレスRPG』に固有の部分を解説する。

### キャラクターメイキング
属性一つとキャラクタークラスを一つ決定することで、その組み合わせでPCの能力値が決定される。
以後のシリーズにある「クラスごとの特殊能力」の概念があまり強くないため、クラスごとに得手不得手はあっても「このクラスでないとできないこと」はあまりない。
なお、属性はダイスでランダムに決まる。

### 特徴&特殊能力
『セブン＝フォートレスRPG』ではライフパスの一種として「特徴&特殊能力決定チャート」というのがあり、これによりプレイヤーキャラクターは他の仲間では真似できない「自分だけの能力」を得ることができる。
この、「特徴&特殊能力」は暗視能力や浮遊能力など比較的ノーマルなものもあれば、「すっとこどっこい」や「足がクサい」などゲーム中でどう使えばいいのかわからないような奇妙な能力も多数用意されている。
なお、特徴&特殊能力はダイスでランダムに決まる。

### 魔法
『セブン＝フォートレスRPG』で使われる魔法は「属性魔法」といわれる魔法である。これは「魔法を誰でも使えるように」と古代文明で作られた魔法体系であり、ファンタジーTRPGでは稀有なくらいに本当に手軽に魔法が使える。魔法の使用は得手不得手はあっても誰でも可能であり、マジックポイントもかなり手軽に回復する。
そのため、『セブン＝フォートレスRPG』では魔法はここぞという時の決め技のように使うのでなく、戦士が剣を振るうように戦闘で連発してもあまり困らないものとなっている。このように魔法を手軽に使えるゲームは2000年代以降はメジャーなものとなっているが、『セブン＝フォートレスRPG』が発売された当時では珍しい部類であり、魔法を使いまくれるという部分は『セブン＝フォートレスRPG』の強い特徴となっていた。
魔法は属性ごとに分けられており、自分の属性の魔法ならばクラスに関係なく習得することができる。
なお、属性魔法は「考えるだけで発動する」という設定の元、後のシリーズにある詠唱時間のルールは存在していない。

### 剣技と闘気法
剣技とは戦士のための魔法のようなものである。
受け流しや攻撃のための「型」のようなものから、剣から真空波を放てるような派手なものまで、多種多様な剣技が用意されていて、魔法と同じように習得することができる。
闘気法は素手格闘を行うキャラクターのための技であり、剣技と同じルール形式で多数の闘気法が用意されている。闘気法があれば素手でも武器を持つキャラクターにひけをとらない活躍が可能となる。
剣技と闘気法はルール第二弾『セブン＝フォートレス Advanced』では一旦撤廃され、サプリメントである『セブン＝フォートレス EX』が出るまで復活されなかった。また、ルール第三弾『セブン＝フォートレス V3』ではクラス別の特殊能力（特技）の概念が追加されたことから、剣技と闘気法は完全に撤廃されてしまった。

### バーニングポイント
バーニングポイントとはヒーローポイントの一種であり、アニメや漫画などでよくある「燃えるシチェーション」を引き起こすことができるルールである。
キャラクターが「燃えるシチェーション」が起こりうるであろう状況になったときに、キャラクターごとに設定されたバーニングポイントという数値を消費することによって、通常ではありえない現象（例：死んだはずのキャラクターが「実は生きていた」ことになって仲間のピンチにかけつける）が起こすことができる。
どのような「燃える現象」を起こせるかはリスト化されているが、GMがノリに応じてアドリブで作ってもよい。
『セブン＝フォートレスRPG』を代表する固有ルールであり、後のセブン＝フォートレスシリーズにはこのエッセンスは全く受け継がれていない。

### 魔法と剣技の自作
『セブン＝フォートレスRPG』ではユーザーが魔法や剣技を自作するためのルールがある。これを使えばプレイヤーキャラクターが「自分にしか使えないオリジナル技」を持つことも可能となっている。なお、ルールブックに収録されている魔法や剣技もこの自作ルールに基づいてデザインされたものである。
この自作ルールは綿密なバランスが考慮されたものなため、TRPGの部類としてはかなり難解な計算が必要なものとなっている（小数点二桁の計算を駆使する）。

### セブン＝フォートレス クラシックで追加されたルール
『セブン＝フォートレス クラシック』は1999年にゲーム・フィールド発売された『セブン＝フォートレスRPG』の復刻版である。ボックス版で三分冊だったホビージャパン版とは違い、一冊の書籍にまとめられている。
これはデータバランスは全面的に見直されているだけでなく『セブン＝フォートレスRPG』にない固有のシステムが追加されている。これはこの時期にはすでに発売されていたセブン＝フォートレスシリーズ第二段『セブン＝フォートレス Advanced』からのフィードバックで生まれたルールである。
- クラスチェンジシステム - 成長時に別のクラスへ転職するというルール。これによりキャラクターの成長の幅が大きく広がった。
- コンバートルール - 『セブン＝フォートレス Advanced』とのコンバートルールが掲載されている。
- クリーチャーデータ - 『セブン＝フォートレスRPG』はなぜかモンスターデータが掲載されていないゲームでここについてはユーザーの多くから批判の声があった。モンスターを出したい場合プレイヤーキャラクターと同じ書式で作成する必要があったのだ。『セブン＝フォートレス クラシック』ではクリーチャー専用のデータ書式を用意し、それに基づいてクリーチャーをいくつか掲載している。

## 世界設定
舞台となる幻想世界ラース＝フェリアは世界の危機が無数に転がっており、同じくらい世界を救う勇者たちがゴロゴロいる非常にパワフルなファンタジー世界である。世界観の概略は、セブン＝フォートレス#世界設定および主八界を参照。
ここでは『セブン＝フォートレスRPG』の舞台となる時代について解説を行う。

### 十六王紀
『セブン＝フォートレスRPG』は十六王紀963年を基本的な舞台にする。これはリプレイ『フォーチューンの海砦』の第二部と同時代でもある。
十六王紀とは、超古代文明であるプロレターリア文明が滅び、数千年の「虚無の時代」の後にやってきた現世人類の時代である。この時代、人類は十六の都市国家に分かれて繁栄している。都市国家同士の小競り合いはありながらも大きな勢力圏の変更もなく1000年近くこの体制は護られている。また、十六の都市国家は「評議会」というゆるやかな連盟を構成しており、世界の危機に対しては都市国家全てが協力体制をとる。
この時代は一般的な文明レベルが「剣と魔法の中世ファンタジー世界」ではあるが、文化レベルの方はかなり高めである。一般市民たちはほとんどが読み書きが出き、どこの都市国家でもある程度の職業選択の自由がある。税金の制度もしっかりしており、選挙制度も発展している。さらには哲学や思想なども現代世界並に発達しており、服飾や建築物が「ファンタジーぽい」ことを除けば、この世界のすむ住人はほとんど現代人とあまり変わらないメンタリティを持っている。

### 探索者
探索者とは古代プロレターリア文明の遺跡に潜り、そこから超古代文明の遺産を見つけ出すことを専門としたものたちのことである。この世界では古代文明の遺産はとても重要な「力」であり、国家や権力者はこぞって欲しがる。
この探索者たちの互助会として世界的な規模を持つ組織が探索者協会（シーカ・ユニオン）である。協会は金貸しのギルドから発展した組織である。生活の不安定な探索者たちは借金をすることが多く、一攫千金をなせば返してくれるが探索が上手くいかず破産するものも多い。そこで、探索者たちから効率的に金を回収するために借金取りたちが投資して作り出したのが探索者を支援する協会なのである。そのため、探索者協会の基本的なサービスの一つに借金ができるというものがある。
探索者協会は探索者に対して仕事を斡旋することも行うが、斡旋する仕事は遺跡探索だけではない。荒事のプロでもある探索者たちの力を遺跡探索以外にも使って欲しいと思っているものは世界中におり、彼らから仕事の依頼を受け希望する探索者に割り当てるのも協会の役割である。
このゲームではプレイヤーキャラクターは原則的に全員がこの「探索者」の立場になる。

### 十六都市国家
十六都市国家は以下のようになっている。
- 〈空〉属性の加護を持つシェローティア地方
  - ラ・メイア : 世界三大聖都の一つ。〈空の宝珠〉が安置されている。褐色の肌の女王が代々統治している。
  - パラフィム : 空中に浮かぶ天空都市。都市自体が古代文明の遺跡であり、古代文明時代の首都であった。
  - フェイス : 「白夜の都市」と呼ばれ、空の守護者ヴァレリアを祀る神殿がある。
- 〈炎〉属性の加護を持つフレイス地方
  - エクサージュ : 世界最古の都市国。王は120世を数える。コロシアムが有名。
  - フレイス : 砂漠民族との交易が盛んで、彼らの技術による鍛冶鋳造技術が発展している。エクサージュとの合同軍「灼熱騎士団」を擁する。
- 〈森〉属性の加護を持つフォーラ地方
  - ラグシア : フォーラ唯一の軍事国家。西大陸からやや離れた島にあり、対岸の半島にある都市フェネシアと双子都市を形成している。王家はエクサージュ王家の分家。かつては〈炎の宝珠〉が安置されていた
  - グリューナ ： 都市に中央に巨大な聖樹がそびえる聖都。かつては〈森の宝珠〉が安置されていた
  - ルイダス ： 山をくりぬいてつくられた岩盤都市。街そのものが鉄壁の防御力を誇る要塞になっている
- 〈海〉属性の加護を持つフォーチューン地方
  - リ・アクアティース : 世界三大僧派といわれる海の宗派の聖都。海岸沿いに作られた都市で、巨大な橋で海上神殿と繋がっている。
  - エアル・ラーメ : 海上に浮かぶ超古代文明のプラントに作られた海上都市。海上貿易の拠点。地下にはいまただ探索しつくされていない古代遺跡がある。
- 〈闇〉属性の加護を持つリーン地方
  - ハザン : 自由都市とも言われる商業都市。世界中の都市国家につながるゲートがあり、物資の取引が盛ん。
  - ガンビエンセ : 巨大な塔を中心とした都市国家。この塔そのものが古代から続く図書館である。
  - ラファライド : 鉄鉱業で盛んな都市。直径60kmにも及ぶ城壁で護られている。
- 〈氷〉属性の加護を持つアルセイル地方
  - マティール : アルセイル地方唯一の都市国家。一年（『クラシック』では一月）に一日だけ目覚めることで不老をなすユーフォリア女王により統治されている。
- 〈幻〉属性の加護を持つラ・アルメイア地方
  - イス・フィア : 神秘と混沌につつまれたラ・アルメイア地方唯一の人間たちの領域である都市国家。
  - パット・サイゼリア : ラ・アルメイア大陸を三年周期で漂い続ける浮遊都市。
  - マリーシ : ある一定時期だけ陽炎の中から出現する謎の都市。17番目の都市国家とも言われている。

## キャラクタークラス一覧

### 初期から選べるクラス
- ウォーリア : 武器の扱いに長けた戦士。平均的な能力を持つ
- ライトウォーリア : 回避能力の高い戦士。
- ヘヴィウォーリア : 防御能力の高い戦士。
- メイジ : 攻撃系魔法に長けた魔術師
- プリースト : 防御系魔法に長けた魔神官
- メイジウォーリア : 魔法戦士。攻撃魔法と物理戦闘をどちらもある程度こなす
- プリーストウォーリア : 神官戦士。防御魔法と物理戦闘をどちらもある程度こなす
- ディバインウォーリア : 神聖戦士。キャラクターメイキング時に六面体サイコロで1か2を出さないと選ぶことができない選ばれし者のクラス。プリーストウォーリアの強化版
- エクセレントウォーリア : 勇者。キャラクターメイキング時に六面体サイコロで1を出さないと選ぶことができない選ばれし者のクラス。あらゆるクラスの特性を少しずつ併せ持つ万能クラス。

### クラスチェンジするときに選べるクラス
- エアリアル・ナイト : <空>属性専用クラス。背中に羽を生やした飛行騎士。クラス依存能力として浮遊能力を持つ。
- バーニング・ナイト : <炎>属性専用クラス。灼熱の魂をもつ熱き戦士。クラス依存能力としてプラーナの特別な使い方ができる
- スプリガン : <森>属性専用クラス。精霊闘士。クラス依存能力として精霊を身体の憑依させることができる
- セーラーウォーリアー : <海>属性専用クラス。水中騎士。クラス依存能力として水中行動能力を持つ
- サイレントウォーリアー : <闇>属性専用クラス。斥候/スパイなどであることをあらわすクラス。クラス依存能力として隠密能力を持つ
- ブリザードメイデン : <氷>属性専用クラス。氷上を滑るように華麗に舞う軽戦士。クラス依存能力として高速戦闘能力を持つ
- ファンタズム・メイジ : <幻>属性専用クラス。幻獣使い。クラス依存能力として幻獣の力を借りる能力を持つ

## 開発の経緯
『セブン＝フォートレスRPG』は発売までにかなりの期間をかけたゲームシステムである。そのため、製品版が世に出る前からリプレイやネットなどで開発中のシステムが公開されていた。
- SEVEN=FORTRESS Ver0.01 (1990年夏) - 『アルセイルの氷砦』連載以前に菊池たけしが使っていたバージョン。行為判定と戦闘ルールのみが存在。判定に使うダイスは2d10。テストプレイの結果3d6になり後に2d6に落ち着く。
- SEVEN=FORTRESS Ver1.00 (1991年3月) - 連載リプレイ『アルセイルの氷砦』で使われたバージョン。Ver0.01にプラーナや魔法などを追加したルール。キャラクターメイキングのルールはまだない
- SEVEN=FORTRESS Ver2.11 (1991年12月) - 『アルセイルの氷砦』の結果を踏まえて手直しされたバージョン。RPGマガジンとパソコン通信に掲載されたため、これが最初に一般ユーザーが目にしたセブン＝フォートレスとなる。キャラクターメイキングのルールが初めて作られた
- SEVEN=FORTRESS Ver3.10 (1992年7月) - ユーザーからの意見をもとにさらに作り直されたバージョンで、『フォーチューンの海砦』第一部に使われたバージョン。剣技ルールと魔法自作ルールが追加。
- SEVEN=FORTRESS Ver3.30 (1996年8月) - 製品版に使われたルール。バーニングポイントのルールと特徴&特殊能力のルールが追加。富士見ドラゴンブック『リーンの闇砦』の後書きによると、このバージョンのルールは1994年にはすでに出来上がっていたのだが、ホビージャパンの編集部の営業的判断で、すぐには発売されずに二年もの間眠らされ続けていたらしい。
- SEVEN=FORTRESS Ver3.31 (1996年?) - 製品版の第二刷時に、Ver3.30に毒のルールを加えたバージョン。
- SEVEN=FORTRESS Ver3.31A (1997年?) - 製品版の第三刷時に、Ver3.31にHP回復のルールを加えたバージョン。
- SEVEN=FORTRESS Ver4.00 (1999年) - 『セブン＝フォートレス クラシック』として発売されたバージョン。データの完全調整、クラスチェンジシステム、クリーチャーデータ、『セブン＝フォートレス Advanced』とのコンバートルールなどを追加。

## 作品一覧
括弧内は 出版年/出版社/形態 の順番。
- セブン＝フォートレスRPG　（1996年/ホビージャパン/ボックス版）
- セブン＝フォートレス クラシック　（1999年/ゲーム・フィールド/書籍版）